# Catedral de Sant Macari
La Catedral de Sant Macari (en anglès: St Machar's Cathedral) és una Església d'Escòcia a Aberdeen, Escòcia. Està situada al nord del centre de la ciutat, a l'antic carrer de l'Aberdeen antic. Tècnicament, St Macari ja no és una catedral sinó un kirk alt, ja que no ha estat la seu d'un bisbe des de 1690.

## Història

### L'entrada de la catedral
Es diu que Sant Macari ha estat un company de St Columba en el seu viatge a Iona. Una llegenda del segle xiv explica com Déu (o sant Columba) li va dir a Macari que establís una església on un riu s'endinsa en la forma del corbó del bisbe abans de desembocar al mar. El riu Don es doblega d'aquesta manera just per sota d'on es troba la catedral. Segons la llegenda, Sant Macari va fundar un lloc de culte a Old Aberdeen al voltant de 580. L'església de Macari va ser substituïda per una catedral normanda en 1131, poc després que David I transferís la Seu de Mortlach a Aberdeen. Gairebé no res d'aquesta catedral original sobreviu; una base decorada amb motxilla per a un capital que dona suport a un dels arquitraus es pot veure a la Sala Carta de l'església actual.
Després de l'execució de William Wallace en 1305, el seu cos va ser tallat i enviat a diferents racons del país per advertir a altres dissidents. El seu quart d'esquerra va acabar a Aberdeen i està enterrat a les muralles de la catedral.
A la fi del segle xiii, el bisbe Henry Cheyne va decidir ampliar l'església, però el treball va ser interromput per les Guerres Escoceses d'Independència. El progrés de Cheyne incloïa els pilars per a un cor estès en el pas del transsepte. Aquests pilars, amb capitells decorats de pedra arenisca vermella, encara són visibles a l'extrem oriental de l'església actual. Encara que usat per l'exposició als elements després del col·lapse de la torre central de la catedral, aquestes capitals es troben entre les millors talles de pedra de la seva cita per sobreviure a Escòcia. El bisbe Alexander Kininmund II va enderrocar la catedral normanda a finals del segle xiv, i va començar la nau, incloent les columnes de granit i les torres de l'extrem occidental. El bisbe Henry Lichtoun completà la nau, el front oest i el transsepte nord, i començà a la torre central. El bisbe Ingram Lindsay va completar el sostre i les llambordes a la part posterior del segle xv. Durant els propers cinquanta anys, Thomas Spens, William Elphinstone i Gavin Dunbar van continuar treballant; Dunbar és el responsable del sostre heràldic i de les dues campanes occidentals.
La cancelleria va ser demolida en 1560 durant la Reforma escocesa. Les campanes i el plom del sostre van ser enviades a vendre a Holanda, però el vaixell es va enfonsar a prop de la cintura Ness. La torre central i la columna vertebral es van esfondrar el 1688, en una tempesta, i això va destruir el cor i els transeünts. L'arc de l'oest de l'encreuament es va omplir, i el culte només es va dur a terme a la nau; l'església actual només es compon de la nau i els passadissos de l'edifici anterior.
Els transeünts i encreuaments en ruïnes estan sota la cura de l'Escòcia històrica i contenen un important grup de tombes episcopals tardans, protegits del clima pels patis moderns. La catedral està principalment construïda amb granit exterior. Sobre l'únic sostre pla de la nau (primera meitat del segle xvi) es troben els escuts heràldics dels reis contemporanis d'Europa i els principals comtes i bisbes d'Escòcia.
La catedral és un bon exemple d'un kirk fortificat, amb torres bessones construïdes a la manera de les cases de torres del segle xiv. Les seves parets tenen la força per sostenir escales de cargol als pisos superiors i merlets. Les espardenyes que actualment coronen les torres es van afegir al segle xv.

### Teu heràldic de la catedral de Sant Macari
Els bisbes Gavin Dunbar i Alexander Galloway van construir les torres occidentals i van instal·lar el sostre heràldic, amb 48 escuts en tres files de setze. Entre els que es mostren es troben:
L'escut d'armes del papa Leo X al centre, va seguir en ordre d'importància per part dels arquebisbes escocesos i dels bisbes. El Prior de St Andrews, que representa altres ordres de l'Església.
King's College, l'escut més occidental. Enric VIII d'Anglaterra, Jaume V d'Escòcia i diverses instàncies per al Sant Imperi Romà, Carles V, que també era rei d'Espanya, Aragó, Navarra i Sicília en el moment en què es va crear el sostre.
St Margaret d'Escòcia, possiblement com a integrant de Margaret Tudor, mare de James V, les armes pròpies del qual serien les armes compostes d'Anglaterra i Escòcia, les armes d'Aberdeen i de les famílies Gordon, Lindsay, Hay i Keith.
El sostre es desencadena per un fris que comença a la cantonada nord-oest de la nau i enumera els bisbes de la vareta de Nechtan en 1131 a William Gordon en la Reforma en 1560. A continuació, els monarques escocesos de Máel Coluim II a Maria, reina dels escocesos.
Les figures destacades enterrades al cementiri de la catedral comprenen l'autor J.J. Bell, Robert Brough, Gavin Dunbar, Robert Laws, un missioner a Malawi [3] i William Ogilvie de Pittensear -el "professor rebel".

## Bisbes d'Aberdeen i enterraments
- William de Deyn, Bisbe d'Aberdeen (1344–1350)
- John de Rait, Bisbe d'Aberdeen (1350–1355)
- Alexander de Kininmund, Bisbe d'Aberdeen (1355–1380)
- Henry de Lichton, Bisbe d'Aberdeen (1422–1440)
- Gavin Dunbar, Bisbe d'Aberdeen, (1518/9–1532)
- William Stewart, Bisbe d'Aberdeen, (1532–1545)
- William Gordon, Bisbe d'Aberdeen (1545–1577)
- Patrick Forbes, Bisbe d'Aberdeen (1618–1635)
- David Mitchel, Bisbe d'Aberdeen (1662–1663)
- Patrick Scougal, Bisbe d'Aberdeen (1664–1682)